# كريم أباد (تكاب)
كريم أباد هي قرية في مقاطعة تكاب، إيران. عدد سكان هذه القرية هو 82 في سنة 2006.